# Contea di Luchuan
La contea di Luchuan (陆川县S, Lùchuān XiànP) è una contea della Cina, situata nella regione autonoma di Guangxi e amministrata dalla prefettura di Yulin.